# Fort Wellington
Fort Wellington es una ciudad ubicada en la región de Mahaica-Berbice de Guyana, que actúa como su capital regional.
Poseía 2.300 habitantes en 2002. La ciudad dispone de diversos servicios e instituciones del gobierno.